# Down and Out in the Magic Kingdom
Down and Out no Magic Kingdom é um livro de ficção científica de 2003, o primeiro romance do autor canadense e ativista de direitos digitais Cory Doctorow. Paralelamente à publicação de Tor Books, Doctorow lançou todo o texto do romance sob uma licença Creative Commons não comercial da  em seu site, permitindo que todo o texto do livro seja livremente lido e distribuído sem necessidade de nenhuma outra permissão dele ou de sua editora.
Neste livro futurístico, a história ocorre no século XXII, principalmente no parque Walt Disney World. Disney World é administrada por adhocracias rivais, cada uma dedicada a fornecer a melhor experiência aos visitantes do parque e competir pelo "Whuffie" que os hóspedes oferecem.

## Personagens
- Julius (também conhecido como Jules), o narrador do livro.
- Lil, 23 anos, com longos cabelos vermelhos e sardas, é a namorada de Jules.
- Dan é o melhor amigo masculino de Jules.

- Debra é uma das antigas funcionarias da Disney World

- Tim é um programador de memórias sintéticas.

- Tom e Rita são pais de Lil que eram "membros do ad hoc original que assumiram o poder no Walt Disney World".

- Zed (também conhecido como Zoya) é uma transhumana que foi casada com Julius por 18 meses e ficou louca.